# Großsiedlung Trachau

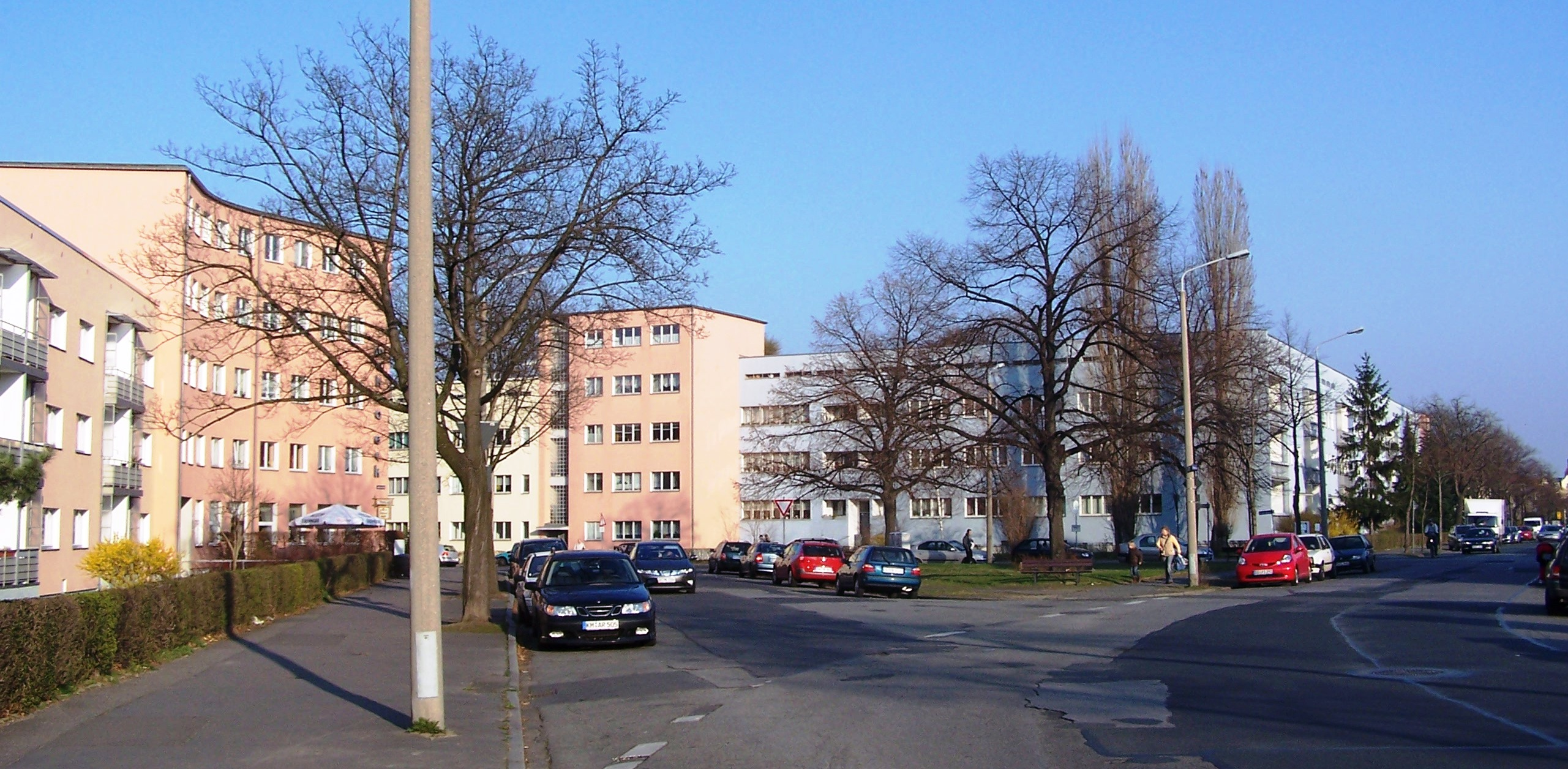
Industriestraße/Ecke Kopernikusstraße

Die Großsiedlung Trachau, auch Hans-Richter-Siedlung, ist eine Siedlung im Dresdner Stadtteil Trachau und stellt das „bedeutendste Beispiel des Neuen Bauens in Dresden“ dar.

## Beschreibung und Geschichte

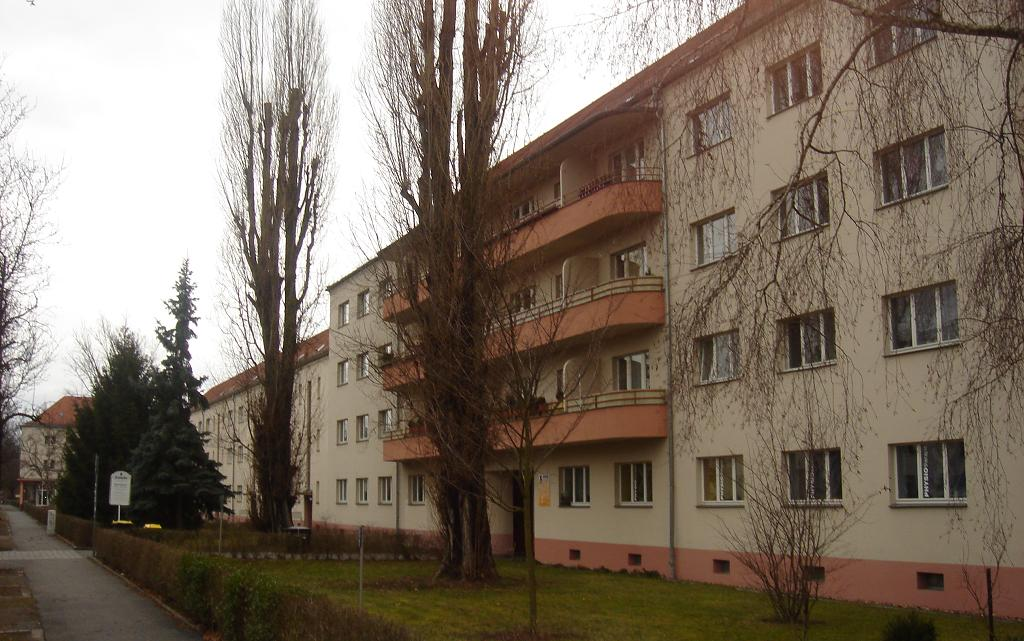
Bauten von Schilling & Graebner an der Aachener Straße

Die Symmetrieachse bildet die Dopplerstraße, die auf das heutige städtische Krankenhaus Dresden-Neustadt ausgerichtet ist. Nach außen hin ist die Siedlung mit einer geschlossenen Bebauung abgeriegelt.
In den Jahren 1926 bis 1928 erstellte Max Arlt (1876–1933) vom Dresdner Hochbauamt unter Stadtbaurat Paul Wolf einen Bebauungsplan für dieses Gebiet.
Die Genossenschaft GEWOBAG, die auch die GEWOBAG-Siedlung in Gruna errichten ließ, lobte für die Bebauung der Kopernikus-, Schützenhof- und Aachener Straße einen Wettbewerb aus, aus dem der Entwurf des Architekten Hans Richter als Sieger hervorging.
Nach Richters Entwurf entstanden die Flachdachsiedlung entlang der Kopernikus- und Industriestraße und die Laubenganghäuser an der Halleystraße. Diese Häuser verfügten über eine eigene Fernwärmeversorgung. Hans Waloschek errichtete die Häuser entlang der Fraunhoferstraße und der Carl-Zeiss-Straße und die Einfamilienhäuser entlang der Schützenhofstraße. Das Architekturbüro Schilling & Graebner wurde mit dem Bau der Häuser entlang der Aachener Straße beauftragt. Die Einfamilienhäuser an der Schützenhofstraße wurden wegen der flachen Dächer im Volksmund auch Klein-Marokko oder Neu-Marokko genannt.
Durch die Weltwirtschaftskrise wurde der weitere Ausbau der Siedlung unterbrochen, in den 1930er Jahren setzte man die Arbeiten entgegen Richters Plänen in traditioneller Bauweise fort.
Bei den Luftangriffen auf Dresden im Zweiten Weltkrieg blieb Trachau und damit die Siedlung von größeren Schäden verschont. Im Jahr 1985 wurde die Siedlung als Industriestraßenviertel unter Denkmalschutz (ID-Nr. 09217340) gestellt, siehe Liste der Kulturdenkmale der Großsiedlung Trachau. Im Jahr 1997 erfolgte eine Sanierung der Siedlung. Der Großteil der Gebäude gehört zur Wohnungsgenossenschaft Trachau Nord (WGTN) e.G.